# Oxalis insignis
Oxalis insignis là một loài thực vật có hoa trong họ Chua me đất. Loài này được Sprague mô tả khoa học đầu tiên.